# Dictyochaetopsis hamata
Dictyochaetopsis hamata är en svampart som först beskrevs av Kuthub. & Nawawi, och fick sitt nu gällande namn av Whitton, McKenzie & K.D. Hyde 2000. Dictyochaetopsis hamata ingår i släktet Dictyochaetopsis och familjen Chaetosphaeriaceae.   Inga underarter finns listade i Catalogue of Life.